# Femtosegundo

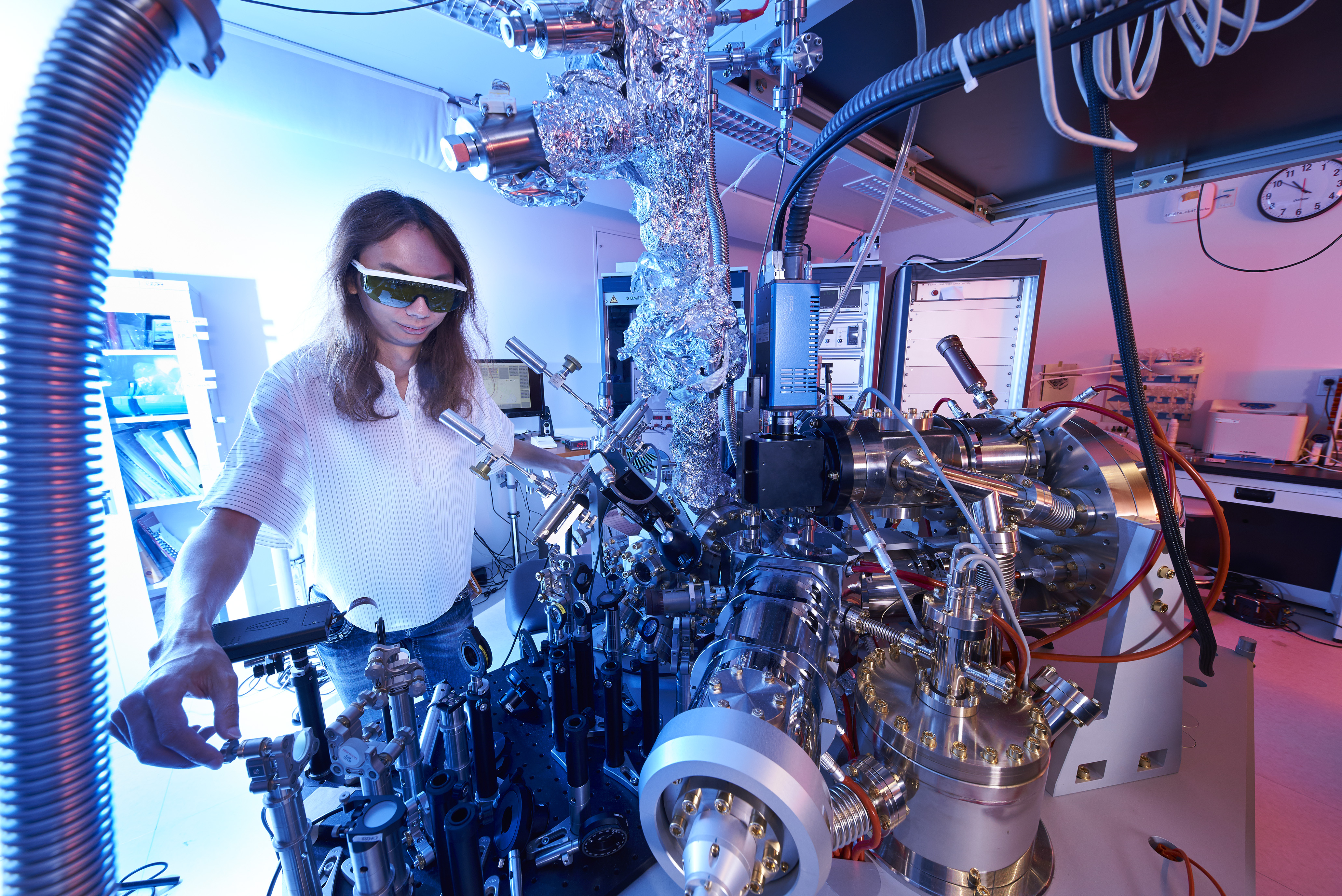
La Unidad de espectroscopia de femtosegundos utiliza su microscopio y sistema láser para capturar el movimiento de los electrones.

Un femtosegundo es la unidad de tiempo que equivale a la milbillonésima parte de un segundo, es decir: En un segundo hay mil billones de femtosegundos. Caben tantos femtosegundos en un segundo como segundos caben en 100 millones de años (En 100 millones de años caben ((365 × 24 × 60 × 60) + (6 × 60 × 60) + (9 × 60) + 56) + 100 000 000 000 = 3 155 819 600 000 000 segundos)
Se abrevia fs.
1 fs = 1x10-15 s